# Казак Василь
Казак Васи́ль — главный герой фильма «Пропавшая грамота» (1972), снятого по мотивам одноимённой повести Гоголевского цикла «Вечера на хуторе близ Диканьки». Воплощён на экране актёром Иваном Миколайчуком.

## Краткое описание персонажа
Он бесстрашен и вольнолюбив, мастерски управляется с саблей, пистолетом, кнутом и является превосходным наездником, хотя и не брезгует чисто женской работой вроде мотания пряжи. Он находится на хорошем счету у Гетмана Войска Запорожского, который и отправляет его с документом государственной важности к российской Императрице в Петербург. Отправной точкой его путешествия является Батурин. При этом он дважды отправляется в путь, так как первоначально он немного отклонился от маршрута. По носимой им одежде можно сказать, что он среднего достатка. По распространённой казацкой традиции тех времён, носит оселедец и курит трубку. Предпочитаемый им сорт табака — самосад. 

Он благочестив, живёт в соответствии с Писанием и следует заповедям. Тем не менее, полученное им задание имеет для него большое значение, и он готов играть в карты с ведьмой, чтобы выполнить поручение. Несмотря на то, что он не картёжник, ему определённо везёт в карточных играх (в эпизоде игры с ведьмой, когда на кону стоит его душа, он плюет в карты и с успехом отыгрывает также душу своего друга, запорожца Андрея и других несчастных, уже попавших в адовый котёл). По убеждениям, его можно охарактеризовать как фаталиста.

### Научная дефиниция
Это классический персонаж конфликта, суть которого заключается в том, что на пути героя повествования встаёт нечистая сила. При этом, он является «примером героя повествований победившего демонические силы зла».

## Экранизация и происхождение имени персонажа
Первой экранизацией приключений персонажа стал мультфильм «Пропавшая грамота», снятый в 1945 году.
Однако, в одноимённых опере, мультфильме, как и в оригинале персонаж не имеет имени, он просто безымянный казак. Фильм по повести «Пропавшая грамота» было решено снимать в нач. 70-х гг. Изначально сценарий к фильму носил рабочее название «Слепой дождь», его режиссёром должен был быть Виктор Гресь, который и придумал персонажу имя — Василь, а в роли казака Василя должен был сниматься другой, не менее выдающийся советский актёр театра и кино — Анатолий Папанов. Сама роль, как и сценарий, носила более драматический, некомедийный характер. Но, из-за внезапной болезни Гресь предложил режиссировать картину своему коллеге Борису Ивченко, который согласился лишь на том условии, что роль Василя будет исполнять актёр Иван Миколайчук.
Значительно переработанный, с пониманием природы Гоголевского юмора, сценарий экранизируется Борисом Ивченко. Фильм «Пропавшая грамота» был снят на киностудии имени Довженко в 1972 году, однако, был запрещён к показу как в кинотеатрах, так и на телевидении. Тем не менее, летом 1973 г. Бюро пропаганды советского киноискусства в г. Москве, тиражом 50 тыс. экз. была издана брошюра с изображением актёра Ивана Миколайчука в роли Казака Василя на обложке. Сам фильм вышел на телеэкраны только после распада СССР. Фильм был удостоен «Золотой Пагодой» на кинофестивале в Бангкоке.
Во время переработки сценария к фильму «Пропавшая грамота» писатель Иван Драч, при непосредственном участии Ивана Миколайчука, значительно углубил образ персонажа, придав ему всеобъемлющие положительные качества, сделав его образ воплощением легендарного запорожского рыцарства. Это, в сочетании с блестящим воплощением образа Иваном Миколайчуком, сделало кинообраз казака Василя одним из символов Украины, необыкновенно популярным как среди её жителей, так и на территории всего бывшего СССР.

Персонаж работы А. П. Бубнова

### Отличия кинематографического персонажа от литературного
Главным видимым отличием является возраст персонажа. В оригинале персонаж уже пожилой человек («Дед-казак»), в то время как в фильме он мужчина средних лет. Все остальные возможные отличия обусловлены более детальной проработкой сцен, которые у Гоголя описаны одним предложением. Напр., когда Казак Василь отправляется в столицу, читаем: «Дед не любил долго собираться: зашил грамоту в шапку; вывел коня; чмокнул жену и двух своих, как сам он называл, поросёнков, из которых один был родной отец хоть бы и нашего брата; и поднял такую за собою пыль, как будто бы пятнадцать хлопцев задумали посереди улицы играть в кашу».

## Образ в культуре
Фразы, которые персонаж говорит в повести и в фильме, вошли в сборники и словари «Крылатых фраз и афоризмов отечественного кино», во фразеологический словарь русского языка.
Персонаж изображён на картине Александра Бубнова «Пропавшая грамота», иллюстрациях  (недоступная ссылка)[s55.radikal.ru/i149/0912/34/40b7f9882178.jpg] Виктора Анатольевича Королькова, и на литографиях  известного живописца Владимира Маковского к повести Н. В. Гоголя, а также в современном иллюстрированном словаре Даля. Ему посвящена также одноименная песня.